# فولکمارسن
شهر فولکمارسن (به آلمانی: Volkmarsen) در ایالت هسن در کشور آلمان واقع شده‌است.